# Arumanai
Arumanai è una suddivisione dell'India, classificata come town panchayat, di 14.576 abitanti, situata nel distretto di Kanyakumari, nello stato federato del Tamil Nadu. In base al numero di abitanti la città rientra nella classe IV (da 10.000 a 19.999 persone).

## Geografia fisica
La città è situata a 08° 23' 09 N e 77° 14' 15 E.

## Società

### Evoluzione demografica
Al censimento del 2001 la popolazione di Arumanai assommava a 14.576 persone, delle quali 7.212 maschi e 7.364 femmine. I bambini di età inferiore o uguale ai sei anni assommavano a 1.524, dei quali 760 maschi e 764 femmine. Infine, coloro che erano in grado di saper almeno leggere e scrivere erano 11.349, dei quali 5.876 maschi e 5.473 femmine.